# Войнов В'ячеслав Леонідович
В'ячеслав Леонідович Войнов (рос. Вячеслав Леонидович Войнов; 15 січня 1990, м. Челябінськ, СРСР) — російський хокеїст, захисник. Виступає за «Лос-Анджелес Кінгс» у Національній хокейній лізі.
Вихованець хокейної школи «Трактор» (Челябінськ). Виступав за «Трактор» (Челябінськ), «Манчестер Монаркс» (АХЛ).
В чемпіонатах НХЛ — 54 матчі (8+12), у турнірах Кубка Стенлі — 14 матчів (1+2).
У складі молодіжної збірної Росії учасник чемпіонатів світу 2007, 2008 і 2009. У складі юніорської збірної Росії учасник чемпіонатів світу 2007 і 2008.
Досягнення
- Володар Кубка Стенлі (2012)
- Срібний призер молодіжного чемпіонату світу (2007), бронзовий призер (2008, 2009)
- Переможець юніорського чемпіонату світу (2007), срібний призер (2008).